# The Colours of Chloë
The Colours of Chloë is het eerste muziekalbum dat de Duitse contrabassist Eberhard Weber uitbrengt onder zijn eigen naam. Het album is opgenomen in de Tonstudio Bauer te Ludwigsburg.

## Musici
- Eberhard Weber – bas
- Rainer Brüninghaus – toetsen
- Peter Giger, Ralf Hübner (2) – drums, percussie
- Ack van Rooyen - flügelhorn

en de cellosectie van het Radio Symfonie Orkest Stuttgart SWR.

## Composities
1. More colours (6:39)
2. The Colours of Chloë (7:45)
3. An evening with Vincent van Ritz (5:46)
4. No motion picture (19:32)